# Алуе
Алуе (ісп. Alhué) — селище в Чилі. Адміністративний центр однойменної комуни. Населення селища — 2593 особи (2002). Селище і комуна входить до складу провінції Меліпілья та Столичного регіону.
Територія — 845 км². Чисельність населення — 6444 мешканців (2017). Щільність населення — 7,63 чол./км².

## Розташування
Селище розташоване за 76 км на південний захід від столиці Чилі міста Сантьяго.
Комуна межує:
- на півночі — з комуною Меліпілья
- на північному сході — з комуною Пайне
- на сході — з комунами Мостасаль, Гранерос
- на південному сході — з комуною Ранкагуа
- на півдні — з комунами Кольтауко, Доньїуе
- на південному заході — з комунами Лас-Кабрас, Навідад
- на північному заході — з комуною Сан-Педро